# X28 (紐約巴士)
MTA紐約市巴士X28線是美國紐約市的一條特快巴士路線，來往布魯克林衝浪大道（繁忙時間及晚間部分班次，周末所有班次）和堅尼大道（繁忙時間及晚間部分班次, 周末所有班次）及曼哈頓托馬斯街（繁忙時間部分班次）、23街（繁忙時間部分班次）或57街（繁忙時間部分班次，非繁忙時間與周末所有班次）。
該線有輔助線，即MTA紐約市巴士X38線，來往布魯克林衝浪大道和堅尼大道及曼哈頓57街，取道罗斯福车道而不經下城，只於平日上下午繁忙時間提供服務。

## 歷史
在COVID-19大流行導致通宵地鐵關閉的背景，X28線與2020年5月6日開始通宵服務，6月28日已因客量不足被取消。

## 服務時間及班次
平日，X28線只提供半天服務，X38線只提供定向的繁忙時間服務。曼哈頓方向服務時間分為上午5點5分至下午5點鐘（X28線）與上午6點鐘至8點11分（X38線），布魯克林方向服務時間分為上午9點15分至下午11點30分（X28線）與下午3點35分至6點32分（X38線）。當兩條路線服務重疊的時候，即上午繁忙時間，X28線所有班次將在托馬斯街和23街為曼哈頓服务，中城服務被X38線取代。
周末，X28來回方向於早晨到晚間提供服務，但X38不提供任何服務。星期六，曼哈頓方向服務時間為上午6點鐘至下午8點25分，布魯克林方向服務時間為上午7點35分至下午10點5分。星期日，曼哈頓方向服務時間為上午7點鐘至下午7點30分，布魯克林方向服務時間為上午8點35分至下午9點5分。
平日上午繁忙時間班次為6-15分鐘（X28）或8-15分鐘（X38)，
平日下午繁忙時間班次為7-18分鐘（X28）或10-20分鐘（X38)，
平日非繁忙時間班次為30-60分鐘（曼哈頓方向）或25-75分鐘（布魯克林方向），
星期六與星期日班次為30-60分鐘。

## 使用情況
當然該線在布魯克林主要客源為本森社区，該區有方便的地鐵服務（D與N，兩線都是特快服務）競爭，加上到華埠（對本森社区大華人人口是很重要的目的地）地鐵也不需要巴士那麽多的行走，非繁忙時間班次较疏，大部分乘客是從遠離鐵路的家庭，因此，除繁忙時間以外，乘客需求不高。